# Атлантида (фильм, 2019)
«Атланти́да» (укр. Атланти́да) — украинский фильм режиссёра Валентина Васяновича, вышедший в 2019 году. Фильм представляет собой антиутопию, действие которой происходит в 2025 году в Восточной Украине, «через год после окончания войны»: главный герой пытается справиться с посттравматическим расстройством и научиться жить после войны. В фильме задействованы только непрофессиональные актёры.
Мировая премьера ленты состоялась 4 сентября 2019 года на 76-м Венецианском международном кинофестивале, в честь чего над островом Лидо, главной его локацией, подняли флаг Украины.
Фильм занимает 11 позицию в списке 100 лучших фильмов в истории украинского кино, составленном в 2021 году.

## Сюжет
Фильм открывается титром «Восточная Украина. Один год после войны».
Зима. Двое мужчин в бронежилетах приезжают на пустырь, где устанавливают мишени и по очереди стреляют в них из пистолетов. В какой-то момент Сергей стреляет прямо в грудь Ивану, однако позже просит прощения за это. Оба мужчины работают на крупном сталелитейном заводе. Иван сваривает ограду в цеху, но у него плохо получается, так как он отвык от мирной работы. После замечания мастера Иван подходит к краю платформы и прыгает вниз в расплавленный металл.
Сергей просыпается утром в комнате и начинает гладить свои смёрзшиеся на балконе джинсы. В какой-то момент он прикладывает утюг к своей ноге, после чего разламывает и разбрасывает все вещи в комнате.
На заводе перед рабочими выступает иностранный управляющий, который благодарит всех за работу и сообщает, что завод закрывается на реконструкцию. Он приглашает всех рабочих к накрытым столам, где вскоре начинается драка. Один из рабочих обвиняет Сергея в том, что его друг Иван покончил с собой.
Сергей устраивается водителем и развозит воду на автоцистерне, встречая по дороге минёров, разминирующих дороги и поля, а также группу волонтёров, ведущих поиск и регистрацию трупов на местах сражений. Он знакомится с Катей из группы волонтёров(гуманитарной миссии «Чёрный Тюльпан»), и позже присоединяется к их работе по поиску и перезахоронению трупов.
В один из дней Сергей приезжает к полуразрушенном многоквартирному дому и заходит в квартиру, где внутри всё также сломано и почти полностью выгорело. В детской комнате Сергей ставит на разломанное пианино игрушечную фигурку, которую он сделал сам.
Проезжая по заброшенной территории, Сергей видит машину, подорвавшуюся на мине. Мужчина в машине погиб, но женщина жива, и Сергей увозит её. После её выздоровления он встречается с ней, и она благодарит его за спасение, а также говорит, что она работает в организации, которая проводила экологический мониторинг территории. Сейчас вода и земля отравлены из-за сотен затопленных шахт и разрушенных заводов, и восстановление может занять десятилетия. Женщина советует Сергею уехать за границу, но он говорит, что пока не принял решение.
В финале фильма на аналогичный вопрос Кати о том, почему он после войны остался жить здесь, Сергей отвечает, что в другом месте, «среди нормальных людей», было бы труднее выжить, а здесь — «заповедник» для таких, как они.
Фильм обрамляют две сцены, снятые в режиме тепловизора: в первой группа людей убивает и закапывает человека, в последней сцене Сергей обнимает Катю.

## Создание
Валентин Васянович — автор сценария, режиссёр, оператор и продюсер. Продюсерами фильма также выступили Ия Мыслицкий и Владимир Яценко.
Роли в фильме сыграли только непрофессиональные актёры — ветераны вооружённого конфликта на востоке Украины, волонтёры, солдаты ВСУ. Одну из главных ролей сыграл Андрей Римарук — бывший разведчик, участник войны на Донбассе, который сейчас работает в фонде «Вернись живым». Также снимались парамедик Людмила Билека и доброволец «Айдара» Василий Антоняк.
Съёмки происходили в основном в Мариуполе в январе – марте 2018 года. В кадре присутствует завод «Азовсталь» и карьер, который находится сразу за Мариуполем, в Гранитном.

## Награды
- На Венецианском кинофестивале в программе «Горизонты» (итал. Orizzonti) картина получила приз за лучший фильм[6].

## Отзывы
По словам автора фильма: «Это катастрофа, которая не просто останавливается на ближайшем окружении, а просачивается везде через людей, все имеют дело с какой-то прошлой травмой и пытаются вытянуть из себя нечто вроде жизни».